# عملیات بازی دراز
عملیات بازی دراز در محور سر پل ذهاب - ارتفاعات بازی‌دراز به صورت نیمه‌گسترده در تاریخ ۱/۲/۱۳۶۰ به فرماندهی مشترک سپاه پاسداران و ارتش انجام شد.

## پیشینه
ارتفاعات سخت‌گذر بازی‌دراز با قله‌های بلند و شیب‌های تند و بریدگی‌های ممتد از اهمیت ویژه‌ای در منطقه مرزی استان کرمانشاه برخوردار است. این ارتفاعات به مثابه عرصه بزرگی درون مثلث قصرشیرین _ گیلان غرب_ سرپل ذهاب واقع شده‌است و بر منطقه تسلط کامل دارد. نیروهای عراقی در روزهای آغازین جنگ از بازی‌دراز برای دیده‌بانی استفاده می‌کردند اما ویژگی‌های این ارتفاعات موجب شد با فعالیتهای مهندسی روی آن جاده‌سازی شود و یگانهای عراق در آنجا مستقر شوند و ضمن افزایش سلطه بر قصرشیرین، سرپل ذهاب را نیز زیر دید خود بگیرند.

## شرح عملیات
برای گرفتن این امتیاز مهم از نیروهای عراقی پس از سه ماه کار نیروهای شناسایی سپاه پاسداران، قرارگاه مقدم غرب سپاه پاسداران و ارتش نخستین عملیات نیمه گسترده را در این منطقه طرح‌ریزی کردند که با نام عملیات بازی دراز در تاریخ ۱۳۶۰/۲/۱ آغاز شد و به مدت ۸ روز طول کشید و طی آن نیروهای ایرانی و عراقی بارها به تک و پاتک متقابل پرداختند.
نیروهای عراقی، با استفاده از پشتیبانی هوایی، یگان‌های خود را حمایت می‌کردند اما رزمندگان ایرانی از جاده و حمایت هوایی کافی و پشتیبانی آتش محروم بودند و در نتیجه نتوانستند روی تمام هدف‌ها مستقر شوند؛ با این وجود، از بین قله‌های منطقه، سه قلهٔ آن را اشغال و تثبیت کردند و تنها در تثبیت قله ۱۱۵۰ و یکی از قله‌های ۱۱۰۰ ناکام ماندند. در این عملیات، هوانیروز ارتش نقش بسزایی ایفا نمود و طی آن خلبان علی‌اکبر شیرودی کشته شد.

## تلفات عملیات
تجهیزات منهدم‌شده نیروهای عراقی:
۵۴ دستگاه تانک و نفربر
۳ فروند هواپیما
۲ فروند هلی‌کوپتر
۲ دستگاه ادوات مهندسی
غنائم جنگی ایران:
۱۲ دستگاه تانک و نفربر
۵ دستگاه ادوات مهندسی
تعداد تلفات نیروهای عراقی:
۱۵۰۰ نفر کشته و زخمی
۷۰۰ نفر اسیر